# 7294 Barbaraakey
7294 Barbaraakey este o planetă minoră (asteroid), cu un diametru de 7,049 km, din centura de asteroizi. A fost descoperită pe 3 iunie 1992 la Observatorul Palomar de Gregory J. Leonard⁠(d). 
Obiectul prezintă o orbită caracterizată de o semiaxă mare de 2,6586107 UAi, o excentricitate de 0,09, o înclinație de 6,71171 ° în raport cu ecliptica.